# 里昂高等师范学校
里昂高等师范学校，简称“里昂高师”，是位于法国里昂市的一所大学校（精英学校），是法国的四所高等师范学校之一，同时是里昂大学旗下院校之一。始建于1880年，前身为丰特奈女子学院，1987年法国四所高等师范学院重组后迁至里昂，成立里昂高等师范学院。作为公立教育与研究机构，里昂高师具有科学、文化及专业性特点，拥有法国高等师范院校的优良传统，在法国及世界构建起了高等教育和研究的框架；汇集了除法律和医学以外的所有学科，教育科研是其中心使命。作为法国一流精英院校，里昂高师在世界上也享有极高的声誉。

## 历史

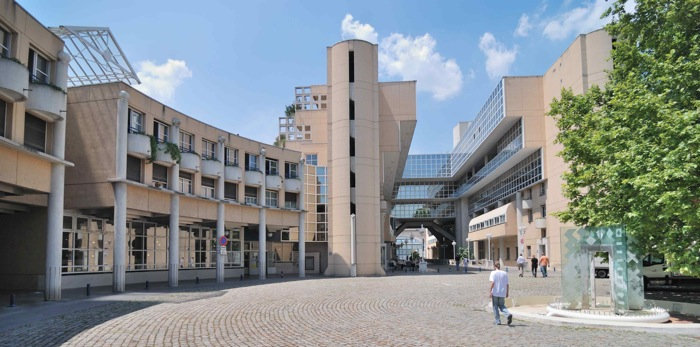
Jacques Monod 园区 - 科学部

1880年7月13日，女子学院——丰特奈学院创立。1882年12月22日，男子学院——圣克卢学院创立。两个学院都是在当时法国总理茹费里的支持下成立的。
1887年1月18日的法令将里昂高等师范学校转变为培养初等教育人员的初等教育师范学校，并不再将拉丁文列为必修课。学生经由严格的竞考选拔入学，并拥有奖学金，但毕业后需要为公立机构服务十年。1897年，学校由两年制改为三年制。1945年2月19日起，里昂高等师范学校成立中等教育师范培训部，学生毕业后可考获中学教育教师资格证书（CAEC），1950年后改为中等教育教师资格证书（CAPES）。
1956年起，学校由三年制改为四年制，正规教制中加入了预备教师资格考证的内容。
1987年，法国高等师范学院机构进行重组，发展为现有的巴黎高师、卡尚高师、里昂高师。

## 系科设置
自然科学领域：
- 数学
- 化学
- 生物学
- 物理学
- 计算机信息学
- 地理学

人文及社会科学领域：
- 艺术系
- 语言学
- 外国语及外国语文学
- 文学
- 人类学
- 社会学

## 社会声誉
- 2021年 世界大学排名 全球第130名
- 2015 泰晤士高等教育世界大学排名（THE） 全球第160名
- 2014 QS世界大学排名 全球179名

## 国际合作（Partenariats internationaux）
- 瑞士：洛桑联邦理工学院
- 中国：华东师范大学
- 日本：东京大学、东北大学、国立情报学研究所
- 加拿大：渥太华大学、蒙特利尔大学
- 美国：西北大学、波士顿大学
- 印度：印度科学教育与研究所（Indian Institutes of Science Education and Research）
- 意大利：罗马大学、比萨高等师范学校、帕维亚高等研究院
- 德国：弗赖堡大学与法德大学联合举办[1]